# 32-я пехотная дивизия (Российская империя)
32-я пехотная дивизия — пехотное соединение в составе Русской императорской армии.
Штаб дивизии: Ровно. С 1876 года входила в 11-й армейский корпус.

## История дивизии

### Формирование
Сформирована Высочайшим приказом от 13 августа 1863 года в числе 12 пехотных дивизий (с 23-й по 34-ю) (на формирование которых были обращены полки упразднённых 1-й, 2-й, 3-й и 5-й резервных пехотных дивизий) и передана в состав Киевского военного округа с исключением из подчинения начальнику резервов армейской пехоты. Управление дивизии было сформировано на основе управления 5-й резервной пехотной дивизии.

### Боевые действия
32-я пехотная дивизия стяжала себе славу в Карпатах и после в Доброноуцком сражении в командовании генерала Лукомского. Там отличились рыльцы (полковник Рафальский) и путивльцы (полковник Хростицкий). Дивизия играла главную роль в завоевании Буковины.— Керсновский А.А. История Русской армии
Активно действовала в Рава-Русской операции 1914 г. В апреле-мае 1915 года сражалась в ходе Заднестровского сражения. Во время декабрьской операции на Стрыпе 1915 г. выполняла ударные задачи.
К январю 1918 года дивизия с приданной артиллерийской бригадой, находившиеся в составе 11-го армейского корпуса 8-й армии, были украинизированы. Приказано считать расформированной с 12 января 1918 года.

## Состав дивизии
- 1-я бригада (Острог)
  - 125-й пехотный Курский полк
  - 126-й пехотный Рыльский полк
- 2-я бригада (Ровно)
  - 127-й пехотный Путивльский полк
  - 128-й пехотный Старооскольский полк
- 32-я артиллерийская бригада (Ровно)

## Командование дивизии
(Командующий в дореволюционной терминологии означал временно исполняющего обязанности начальника или командира. Должности начальника дивизии соответствовал чин генерал-лейтенанта, и при назначении на эту должность генерал-майоров они оставались командующими до момента своего производства в генерал-лейтенанты).

### Начальники дивизии
- 15.08.1863 — 16.05.1865 — генерал-лейтенант Базин, Иван Алексеевич
- 16.05.1865 — 19.12.1866 — генерал-лейтенант барон фон Майдель, Егор Иванович
- 10.02.1867 — 14.04.1868 — командующий генерал-майор Циммерман, Аполлон Эрнестович
- 14.04.1868 — 07.06.1873[7] — генерал-майор (с 28.03.1871 генерал-лейтенант) Сумороцкий, Михаил Васильевич
- 09.06.1873 — 26.09.1881 — генерал-майор (с 30.08.1876 генерал-лейтенант) Аллер, Александр Самойлович
- 14.10.1881 — 04.08.1886 — генерал-лейтенант Кравченко, Павел Павлович
- 10.08.1886 — 06.06.1890 — генерал-лейтенант Липский, Матвей Викентьевич
- 06.06.1890 — 02.09.1895 — генерал-лейтенант Плаксин, Вадим Васильевич
- 15.09.1895 — 21.02.1896 — генерал-майор (с 06.12.1895 генерал-лейтенант) Гребенщиков, Яков Александрович
- 21.02.1896 — 19.12.1897 — генерал-майор (с 14.05.1896 генерал-лейтенант) Туманов, Георгий Евсеевич
- 19.12.1897 — 27.06.1902 — генерал-лейтенант Шепелев, Николай Александрович
- 22.07.1902 — 28.12.1905 — генерал-лейтенант Писаренко, Александр Семёнович
- 16.01.1906 — 15.05.1908 — генерал-лейтенант Сенницкий, Викентий Викентьевич
- 19.05.1908 — 08.11.1908 — генерал-лейтенант фон Беккер, Альфред-Станислав Васильевич
- 02.12.1908 — 13.02.1909 — генерал-лейтенант Верещагин, Александр Васильевич
- 13.02.1909 — 21.07.1910 — генерал-лейтенант Бердяев, Николай Сергеевич
- 21.07.1910 — 25.03.1911 — генерал-лейтенант Бутовский, Николай Дмитриевич
- 27.03.1911 — 09.01.1915 — генерал-лейтенант Вендт, Фёдор Христианович
- 09.01.1915 — 08.02.1915 — командующий генерал-майор Некрасов, Константин Герасимович
- 16.02.1915 — 02.04.1916 — генерал-майор (с 10.03.1915 генерал-лейтенант) Яблочкин, Владимир Александрович
- 02.04.1916 — 21.10.1916 — генерал-лейтенант Лукомский, Александр Сергеевич
- 14.10.1916 — 18.04.1917 — генерал-лейтенант Попов, Иван Иванович
- 22.04.1917 — хх.хх.хххх — командующий генерал-майор Рафальский, Григорий Михайлович

### Начальники штаба дивизии
- 30.08.1863 — 21.11.1863 — полковник Барковский, Андрей Лаврентьевич
- 06.12.1863 — 26.02.1864[8] — подполковник Защук, Александр Иосифович
- 26.02.1864[8] — после 01.04.1867 — подполковник (с 30.08.1865 полковник) Дмитриев-Байцуров, Константин Николаевич
- хх.хх.1867 — 26.10.1872 — подполковник (с 30.08.1869 полковник) Пащенко, Виктор Иванович
- 01.11.1872 — 29.12.1877 — полковник Принтц, Андрей Густавович[болг.]
- 16.01.1878 — 07.01.1884[9] — полковник Мецгер, Константин Рудольфович
- 07.01.1884 — 03.03.1891 — полковник Милорадович, Николай Эммануилович
- 19.03.1891 — 23.07.1896 — полковник Рузский, Николай Владимирович
- 04.09.1896 — 10.03.1898 — полковник Рагоза, Александр Францевич
- 02.04.1898 — 25.11.1899 — полковник Львов, Иван Николаевич
- 22.02.1900 — 01.06.1904 — полковник Путинцев, Николай Дмитриевич
- 28.09.1904 — 28.02.1905 — и. д. полковник Ольховский, Вячеслав Александрович
- 07.04.1905 — 16.11.1912 — полковник Загнеев, Николай Григорьевич
- 28.12.1912 — 22.01.1913 — и. д. полковник Жикулин, Николай Алексеевич
- 23.02.1913 — 02.12.1914 — полковник Кабалов, Александр Иванович
- 06.12.1914 — 03.11.1915 — и. д. подполковник (с 15.06.1915 полковник) Вандам, Алексей Ефимович
- 06.12.1915 — 21.09.1916 — и. д. подполковник Барановский, Владимир Львович
- 26.09.1916 — 24.10.1916 — полковник Фалеев, Александр Георгиевич
- 10.11.1916 — 15.05.1917 — полковник Белоусов, Иван Максимович
- 21.05.1917 — хх.11.1917 — полковник (с 29.09.1917 генерал-майор) Петров, Василий Петрович
- на 13.11.1917 — врид штабс-капитан Буренин, Борис Анатольевич

### Командиры 1-й бригады
Должности бригадных командиров на момент образования 32-й пехотной дивизии были упразднены и восстановлены 30 августа 1873 года. 
После начала Первой мировой войны в дивизии была оставлена должность только одного бригадного командира, именовавшегося командиром бригады 32-й пехотной дивизии.
- 30.08.1873 — 09.10.1873 — генерал-майор Петрушевский, Михаил Фомич
- 09.10.1873 — 12.09.1874 — генерал-майор Иолшин, Михаил Александрович
- 12.09.1874 — 20.11.1876 — генерал-майор Сакович, Пётр Матвеевич
- 20.11.1876 — хх.хх.1878 — генерал-майор Горшков, Андрей Давидович
- 02.03.1878 — 05.02.1879 — генерал-майор Разгильдеев, Пётр Анемподистович
- 05.02.1879 — 06.03.1885 — генерал-майор Радзишевский, Пётр Иванович
- 06.03.1885 — 05.07.1893 — генерал-майор Берг, Иван Александрович
- 17.07.1893 — 09.09.1894 — генерал-майор Брандорф, Василий Александрович
- 29.09.1894 — 12.09.1895 — генерал-майор Стог, Михаил Демьянович
- 21.09.1895 — 18.10.1896 — генерал-майор Бротерус, Александр Александрович
- 18.10.1896 — 09.01.1902 — генерал-майор Барановский, Валентин Михайлович
- 02.02.1902 — 31.05.1903 — генерал-майор Домбровский, Павел Каэтанович
- 09.06.1903 — 14.02.1907 — генерал-майор Бубнов, Владимир Иванович
- 08.03.1907 — 02.07.1907 — генерал-майор Стельницкий, Станислав Феликсович
- 06.07.1907 — 12.07.1912 — генерал-майор Одинцов, Владимир Олимпиевич
- 12.07.1912 — 21.01.1916 — генерал-майор (с 11.11.1915 генерал-лейтенант) барон фон Бер, Сергей Эрнестович
- 06.02.1916 — 12.07.1916 — генерал-майор Черемисов, Владимир Андреевич
- 15.08.1916 — 22.04.1917 — генерал-майор Рафальский, Григорий Михайлович
- 22.04.1917 — хх.хх.хххх — командующий полковник Адамович, Георгий Николаевич

### Командиры 2-й бригады
- 30.08.1873 — 16.02.1874 — генерал-майор Горяинов, Дмитрий Иванович
- 16.02.1874 — 10.10.1875 — генерал-майор Иващенко, Поликарп Иванович
- 10.10.1875 — 22.04.1878 — генерал-майор Шмит, Александр Оттович
- 30.04.1878 — 30.06.1878 — генерал-майор Свиты Е. И. В. Татищев, Николай Дмитриевич
- 04.10.1879 — 05.06.1891 — генерал-майор Кронман, Алексей Алексеевич
- 12.06.1891 — 11.10.1899 — генерал-майор Мессарош, Дмитрий Васильевич
- 24.10.1899 — 05.01.1906 — генерал-майор Кишинец, Валериан Александрович
- 27.02.1906 — 12.03.1906 — генерал-майор Параделов, Николай Васильевич
- 29.03.1906 — 09.02.1907 — генерал-майор Кричинский, Константин Ильич
- 28.02.1907 — 27.07.1907 — генерал-майор Петеров, Эрнест Каспарович
- 12.11.1907 — 21.11.1908 — генерал-майор Абаканович, Павел Константинович
- 22.11.1908 — 02.05.1913 — генерал-майор Баранов, Пётр Михайлович
- 23.06.1913 — 29.07.1914 — генерал-майор Хвостов, Александр Михайлович
- 10.11.1914 — 16.01.1915 — генерал-лейтенант Цицович, Александр Андреевич

### Помощники начальника дивизии
В период с 28 марта 1857 года по 30 августа 1873 года помощники начальника дивизии фактически являлись бригадными командирами.
- 15.08.1863 — 10.02.1867 — генерал-майор Верховский, Лев Яковлевич
- 10.02.1867 — 19.01.1870 — генерал-майор Игельстром, Артур Густавович
- 19.01.1870 — 30.08.1873[10] — генерал-майор Петрушевский, Михаил Фомич

### Командиры 32-й артиллерийской бригады
Бригада сформирована 3 ноября 1863 года.
До 1875 г. должности командира артиллерийской бригады соответствовал чин полковника, а с 17 августа 1875 г. - чин генерал-майора.
- 02.12.1863 — 25.07.1866[7] — генерал-майор Воронков, Алексей Васильевич
- 25.08.1866 — 19.03.1877 — полковник (с 30.08.1870 генерал-майор) Мухин, Пётр Васильевич
- 25.03.1877 — 01.06.1888 — полковник (с 03.10.1878 генерал-майор) Скворцов, Пётр Николаевич
- 01.06.1888 — 19.05.1897 — генерал-майор Якубовский, Илья Лаврентьевич
- 26.05.1897 — 12.01.1899[13] — генерал-майор Мартынов, Николай Николаевич
- 16.03.1899 — 08.11.1902 — генерал-майор Довгилевич, Иван Михайлович
- 11.11.1902 — 12.04.1907 — генерал-майор Козловский, Михаил Корнилович
- 29.04.1907 — 02.02.1910 — генерал-майор Жуков, Николай Николаевич
- 04.03.1910 — 16.02.1911 — генерал-майор Вощинин, Николай Иванович
- 16.02.1911 — 02.11.1914 — генерал-майор Промтов, Михаил Николаевич
- 15.01.1915 — 31.03.1915 — генерал-майор Гобято, Леонид Николаевич
- 08.05.1915 — 04.12.1915 — полковник (с 03.07.1915 генерал-майор) Мирович, Василий Васильевич
- 04.12.1915 — после 19.10.1916 — полковник (с 19.10.1916 генерал-майор) Обручешников, Александр Константинович